# Народная Социалистическая Республика Албания
Наро́дная Социалисти́ческая Респу́блика Алба́ния (алб. Republika Popullore Socialiste e Shqipërisë), в 1946—1976 годах — Наро́дная Респу́блика Алба́ния (алб. Republika Popullore e Shqipërisë) — государство, существовавшее с 20 октября 1944 либо 10 января 1946 года по 29 апреля 1991 года на территории Балканского полуострова, период однопартийной тоталитарной социалистической республики под управлением коммунистической Албанской партии труда (АПТ).
Большая часть истории НРА/НСРА — с октября 1944 по апрель 1985 года — относится к периоду правления Энвера Ходжи. При нём в Албании было тоталитарное сталинистское, затем ходжаистское атеистическое государство. Тайная полиция «Сигурими» развернула политические репрессии. Тысячи албанцев были казнены, десятки тысяч заключены в тюрьмы и трудовые лагеря, сосланы и депортированы. В то же время проводились масштабные социально-экономические реформы: была ликвидирована неграмотность, развита промышленность, повысился уровень жизни албанцев.
Во внешней политике Ходжа до 1948 года ориентировался на СССР и Югославию, но после советско-югославского раскола разорвал албано-югославские отношения. В 1955 году Албания вступила в Организацию Варшавского договора, но вышла в 1968 году. Отношения с СССР стали портиться после XX съезда КПСС, на котором Никита Хрущёв развенчал культ личности Сталина. После 1961 года Албания переориентировалась на Китай, но вскоре после смерти Мао Цзэдуна, в 1978 году, произошёл разрыв и с КНР. Ходжа стал делать упор на самообеспечение и самоизоляцию Албании.
Энвер Ходжа умер 11 апреля 1985 года. Его преемником на посту первого секретаря ЦК АПТ стал Рамиз Алия. Новое руководство предпринимало попытки крайне ограниченных реформ, не затрагивавших основ государственного строя. Ситуация стала резко меняться на фоне советской Перестройки и особенно с 1989 года, после падения коммунистических режимов в странах Восточной Европы. Массовые протесты 1990 года вынудили Алию отказаться от монополии власти, преобразовать АПТ в Социалистическую партию Албании (СПА), провести свободные многопартийные выборы. При голосовании 31 марта 1991 года было объявлено о победе СПА. 29 апреля 1991 года новый парламент сменил название страны на Албания и ввёл институт президентства (первым президентом современной Албании стал Алия). На парламентских выборах 1992 года СПА потеряла большинство. Президентом был избран представитель оппозиционной Демократической партии Албании (ДПА) Сали Бериша, правительство возглавил представитель ДПА Александер Мекси. С падением коммунистического режима прекратилась история НРА/НСРА.

## Установление однопартийного тоталитарного режима

### Приход компартии к власти

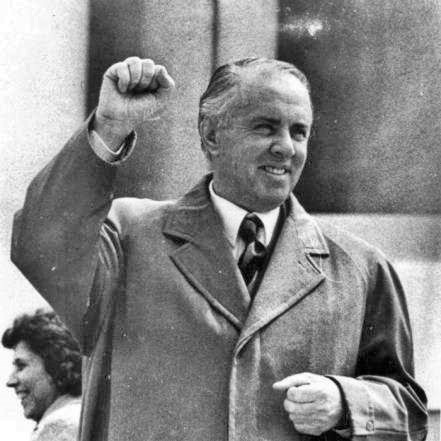
Энвер Ходжа

Коммунистическая партия Албании (КПА; с 1948 — Албанская партия труда, АПТ) сыграла определяющую роль в исходе Второй мировой войны на албанской территории. Под эгидой коммунистов в 1942 был создан Национально-освободительный фронт, в 1943 — Национально-освободительная армия (НОАА). Первый секретарь ЦК КПА Энвер Ходжа являлся председателем фронта и главнокомандующим армией.
Во взаимодействии с югославской коммунистической армией албанские коммунистические отряды вели боевые действия против итальянских и немецких оккупантов, монархистов Легалитети и республиканских националистов Балли Комбетар. Именно югославская помощь в организации и оснащении сделала коммунистическую НОАА наиболее боеспособной повстанческой силой, значительно превосходящей националистов и монархистов. Результатом стала переориентация британской военной миссии на поддержку албанских коммунистов. В ноябре 1944 года НОАА установила контроль над столицей Тираной, всеми крупными городами и почти всей территорией страны.
В отличие от других стран Восточной Европы, албанские коммунисты пришли к власти своими силами, без прямого участия советских войск. Этот фактор во многом определил историю Албании второй половины XX века. Превосходящий силовой и административный потенциал позволял КПА установить полную монополию власти без промежуточных коалиционных этапов, происходивших в странах Восточного блока. Кроме того, албанская компартия отличалась большей, нежели другие, самостоятельностью в принятии решений.
20 октября 1944 года было сформировано Временное правительство, которое возглавил Энвер Ходжа. Министерские посты заняли руководящие коммунисты. Верховная власть сосредоточилась в партийном руководстве. Немногочисленная компартия — в 1945 году в КПА состояли немногим более 2 тысяч членов — стала правящим слоем страны.
Формально Албания около года ещё оставалась монархией, но королю Зогу I навсегда был запрещён въезд в страну, деятельность монархических организаций не допускалась. Сопротивление антикоммунистической движения Балли Комбетар было подавлено вооружённой силой. Последний серьёзный контрудар националистов был нанесён под Шкодером формированиями коменданта Балли Комбетар Абаса Эрменьи в январе 1945, но коммунистическая армия пресекла эти попытки.

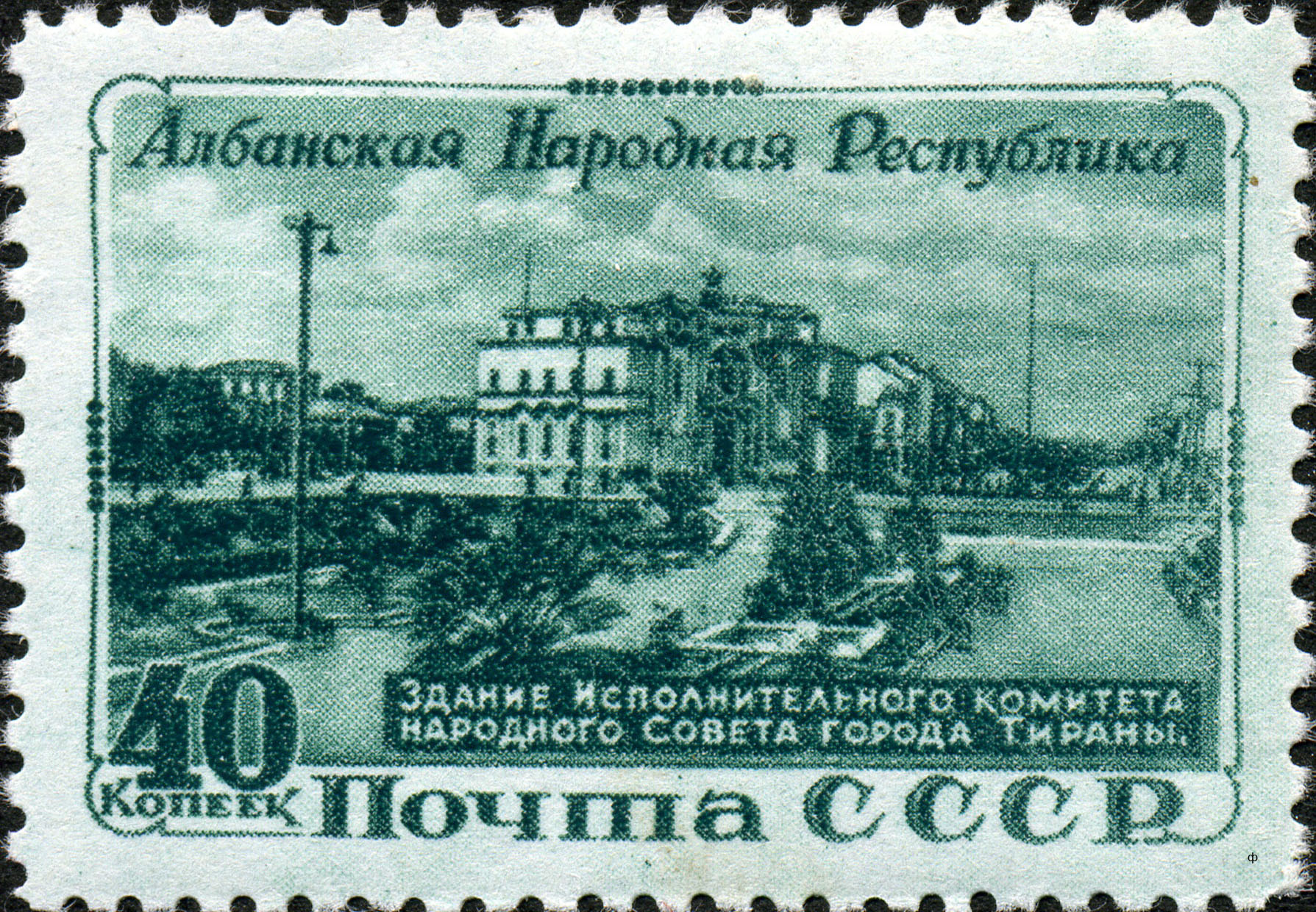
Марка СССР (1951): Албанская Народная Республика. Здание Исполнительного Комитета Народного Совета города Тираны

В августе 1945 года Национально-освободительный фронт Албании был преобразован в Демократический фронт под председательством Энвера Ходжи. Под эгидой КПА были объединены все легальные политические структуры. 
2 декабря 1945 власти были проведенывыборы в Конституционное собрание, в котором избирателям был представлен только один список от Демократического фронта. Значительное большинство мандатов получили коммунисты; некоммунистические депутаты строго контролировались в плане политической лояльности. 
Скупщина была созвана в январе 1946 года. Первым её решением было официально свергнуть Зога I, упразднить монархию и провозгласить Албанию «народной республикой». 
11 января 1946 года депутаты утвердили Конституцию Народной Республики Албании (НРА), написанную по образцу основных законов СССР и ФНРЮ.
Пару месяцев спустя члены ассамблеи выбрали новое правительство, которое символизировало продолжающуюся консолидацию власти Ходжи: Ходжа стал одновременно премьер-министром, министром иностранных дел, министром обороны и главнокомандующим армией.
В конце 1945 — начале 1946 года Ходжа и другие сторонники жёсткой линии в партии провели чистку среди умеренных, которые выступали за тесные контакты с Западом, минимальный политический плюрализм и отсрочку введения строгих коммунистических экономических мер до тех пор, пока экономика Албании не окрепнет. Ходжа сохранил власть, несмотря на то, что когда-то он выступал за восстановление отношений с Италией и даже за то, чтобы албанцы могли учиться в Италии.

### Преобразования середины 1940-х
На первых порах новое правительство пользовалось значительной поддержкой населения. Этому способствовал слом прежней феодальной иерархии, введение социальных программ, провозглашение равноправия женщин. В августе 1945 года была объявлена первая в албанской истории аграрная реформа. Помещичье землевладение ликвидировалось, крестьяне наделялись дополнительными угодьями и тягловым скотом, аннулировались их долги. Крупные землевладельцы, контролировавшие до реформы треть пахотных земель, были вытеснены с рынка. Коллективизация сельского хозяйства, как и в СССР, была проведена не сразу, а после укрепления власти и создания продовольственной базы.
Резкий рост социальной мобильности, снятие прежних патриархальных ограничений обеспечивали КПА массовый энтузиазм, прежде всего среди молодёжи, и жителей юга страны. Установки на индустриализацию и модернизацию, создание современной социальной инфраструктуры, систем образования и здравоохранения, достижение всеобщей грамотности привлекали и массы молодых крестьян, и многих албанских интеллектуалов. Главным социальным лифтом являлась Албанская народная армия (АНА). Многотысячная АНА являлась не только силовой опорой и политическим орудием КПА/АПТ, но также инструментом новой социализации крестьянских масс и кадровым резервом властей. Сторонниками правящей партии становились отнюдь не только носители коммунистических взглядов. К новому правительству примыкали и приверженцы Фана Ноли, привлечённые левой республиканской риторикой, и националисты, вдохновлённые лозунгами независимости и развития, и монархисты, увидевшие сильную власть, а также карьерные перспективы.
Всё это лишало антиправительственное сопротивление социальной базы. Поэтому оказались безрезультатны попытки эмигрантского антикоммунистического объединения Национальный комитет «Свободная Албания» поднять восстание путём заброски в страну парашютных групп.
Опираясь на политическую, военную и экономическую поддержку СССР, албанское коммунистическое правительство приступило к строительству социализма. Установилась однопартийная система КПА, вся власть сосредоточилась в руках партийного руководства и аппарата. Началось огосударствление и централизация экономики, были национализированы все промышленные и коммерческие предприятия, установлена монополия внешней торговли. Политический террор осуществляла тайная полиция Сигурими, которую первоначально возглавлял Хаджи Леши, затем Кочи Дзодзе. Насаждался культ личности Энвера Ходжи. Коммунистическое правительство в Албании на протяжении всей своей истории отличалось наиболее последовательным сталинизмом (в некоторых чертах политики Ходжа даже превосходил Сталина).

### Союз и разрыв с Югославией
Наряду со сталинским СССР, вторым ближайшим союзником являлось коммунистическое правительство Югославии Иосипа Броз Тито. В некотором смысле, Албания фактически была сателлитом Югославии.
В Политбюро и ЦК КПА существовала влиятельная группа, особенно тесно связанная с югославскими коммунистами. Возглавлял её министр внутренних дел Кочи Дзодзе, в то время второе лицо партии и государства после Энвера Ходжи. Политические решения КПА согласовывались с Белградом. Под влиянием югославов албанские коммунисты отказалась от претензий на Косово. Был подготовлен план объединения денежных систем лека с динаром. Отношения между Югославией и Албанией были настолько тесными, что сербохорватский язык стал обязательным предметом в албанских школах.
Сама Югославия активно вкладывалась в развитии Албании, инвестируя в экономику. Были созданы совместные албано-югославские компании для добычи полезных ископаемых, строительства железных дорог, производства нефти и электроэнергии, а также для международной торговли. Благодаря югославским инвестициям были построены сахарный завод в Корче, пищевой комбинат в Эльбасане, конопляная фабрика в Ррогожине, рыбоконсервный завод в Влёре, а также типография, телефонная станция и текстильная фабрика в Тиране. Югославы также поддерживали экономику Албании, платя за албанскую медь и другие материалы в три раза больше международной цены.
Коммунисты, выступавшие против подчинения Белграду, отстаивавшие самостоятельность Албании, подвергались жёстким преследованиям. В 1947 были репрессированы министр информации Сейфула Малешова и директор Банка Албании Костандин Бошняку (исторически первый албанский коммунист). Малешова и Бошняку выступали не только за национальный суверенитет, но и предлагали более умеренный внутриполитический курс — сохранение внутрипартийных дискуссий и частнопредпринимательской инициативы. По тем же причинам была снята со всех постов и выслана в провинцию лидер коммунистической молодёжи Лири Белишова. Покончил с собой министр экономики Нако Спиру.
Это создавало серьёзные политические осложнения из-за давнего сербо-албанского противостояния в Косове. Во время войны НОАЮ совершала жёсткие акции против косовских албанцев. Союз Ходжи с Тито позволял албанским антикоммунистам обвинять правительство КПА в национальном предательстве. В самой КПА существовали серьёзные опасения, что Югославия лишит Албанию независимости, присоединив к себе в качестве «седьмой республики». Особое беспокойство вызывал югославский проект Балканской Федерации.
Незначительность положения Албании в коммунистическом мире стала очевидной, когда развивающиеся страны Восточной Европы не пригласили Албанскую партию труда на учредительное собрание Коминформа в сентябре 1947 года. Вместо Албании на заседаниях Коминформа присутствовала Югославия. Хотя Советский Союз пообещал Албании построить текстильные и сахарные заводы, а также другие фабрики и предоставить Албании сельскохозяйственную и промышленную технику, Иосиф Сталин сказал Милораду Джиласу, в то время высокопоставленному члену коммунистической иерархии Югославии, что Югославия должна «поглотить» Албанию.
Советско-югославский раскол 1948 года резко изменил политическую ситуацию в Албании. Энвер Ходжа безоговорочно поддержал Сталина в конфликте с Тито. Партийные и государственные албано-югославские отношения были прерваны. Титоистская Югославия сделалась главным врагом ходжаистской Албании. Кочи Дзодзе был арестован, предан суду и повешен. Вместе с ним подверглись репрессиям другие «титовцы», прежде всего Панди Кристо и Васка Колеци.
Партийная чистка, проведённая силами Сигурими, утвердила единовластие Энвера Ходжи. На вторую позицию в партийно-государственной иерархии выдвинулся Мехмет Шеху, сменивший Дзодзе во главе МВД. С 1954 по 1981 Шеху занимал пост премьер-министра Албании.
Тогда же, в 1948, съезд КПА, по рекомендации Сталина переименовал партию в АПТ. Этот жест символически обозначил полную лояльность албанских коммунистов в отношении СССР и ВКП(б).

## Репрессивная политика

### 1940-е
Противники власти подвергались репрессиям вплоть до физического уничтожения. С середины 1940-х годов армейские подразделения, органы госбезопасности, партийные Brigadave të Ndjekjes — Бригады преследования — совершили тысячи бессудных убийств (в основном на севере Албании). При желательности политического резонанса проводились показательные процессы.
В марте—апреле 1945 Специальный суд под председательством Кочи Дзодзе провёл показательный процесс над прогерманскими и проитальянскими коллаборационистами, функционерами королевской власти и антикоммунистическими политиками. Были казнены 17 обвиняемых, в том числе бывшие министры Кола Тромара, Бахри Омари, Фейзи Ализоти, известный республиканский активист Бекир Вальтери, 42 человека приговорены к длительным срокам заключения. В январе 1946 перед военным судом предстали деятели католической интеллигенции и ордена францисканцев, члены межконфессионального «Регентского совета». Были расстреляны авторитетный священник-францисканец и общественный деятель Антон Харапи, экс-премьер Малик Бушати националистический активист Леф Носи. Эти репрессии резко подорвали кадровый и политический потенциал оппозиции.
В первые месяцы правления КПА пыталась заявить о себе легальная оппозиция. Её кадровую основу составляли представители интеллигенции и госслужащие. Были созданы организации Демократический союз, Албанский союз, Социал-демократическая партия. Выступали они с общедемократических, либеральных, конституционно-монархических, социал-демократических позиций. Основными структурами являлись общедемократическая Группа сопротивления предпринимателя-отельера Сами Керибаши, Монархическая группа юриста Кенана Дибры, Социал-демократическая партия писательницы Мусины Кокалари. Некоммунистическую Депутатскую группу консолидировали Риза Дани и Шефкет Бейя.
Исходя из объективных реалий, они в целом признавали власть КПА. Особо подчёркивался антифашистский характер оппозиции. Но в то же время эти организации требовали демократических свобод, политического плюрализма, сотрудничества с США и Великобританией — недавними союзниками коммунистов по Антигитлеровской коалиции. Они настаивали на переносе выборов в Конституционное собрание, обеспечении свободной предвыборной агитации, международном наблюдении за голосованием. В ноябре 1945 они направили свою совместную программу в британское и американское дипломатические представительства.
В январе 1946 Сигурими арестовала 37 человек. 2 июля 1946 военный суд приговорил к смертной казни 9 активистов Группы сопротивления и Монархической группы. Среди расстрелянных были Сами Керибаши, Кенан Дибра, юрист Шабан Бала. Члены Депутатской группы были осуждены в 1947, многие из них казнены (в том числе Риза Дани и Шефкет Бейя). Представителей Социал-демократической группы не казнили, но приговаривали к длительному заключению, Мусина Кокалари получила 20 лет тюрьмы. Правительство наглядно продемонстрировало, что не намерено терпеть никакого инакомыслия, не говоря об организованной оппозиции.
Такие группы не представляли серьёзной опасности для властей. Однако в стране существовала оппозиция иного рода. Характерные для Албании традиции военной демократии, общинной автономии, неприятие любой государственной власти — особенно на горном католическом севере — способствовали антикоммунистическому вооружённому сопротивлению. Во главе повстанческого движения стояли обычно племенные вожди, клановые авторитеты, националистические политики, офицеры королевской армии. Рядовой состав формировался из клановых активистов и крестьян, недовольных государственным давлением на традиционный уклад, коллективизацией и атеизацией.
В январе 1945 в Малесии-э-Мади были подавлены Кельмендское восстание Прека Цали и Восстание Коплику Леша Мараши. В сентябре 1946 произошло Пострибское восстание в Шкодере во главе с Османом Хаджией, Юпом Казази и Ризой Дани. В Мирдите влиятельный клан Kapidani-Маркагьони создал подпольную организацию Горный комитет, которая в августе 1949 совершила крупный теракт — убийство партийного секретаря Бардока Бибы. В Тепелене осенью 1948 произошло Восстание Жапокики, возглавленное Байрамом Камбери и Джемалем Брахими.
При подавлении этих выступлений органы госбезопасности делали упор не на выявлении конкретных противников, а на массовых репрессиях против населения данных территорий. Репрессировались также традиционные клановые авторитеты и их сторонники. В горах северной Албании серию таких казней ещё во время войны осуществил Мехмет Шеху.

### 1950-е
Следующей вехой ужесточения политики стала резня 1951. Предлогом стал теракт в советском посольстве (без жертв и серьёзных разрушений) 19 февраля 1951, устроенный антикоммунистической подпольной организацией Фронт сопротивления/Национальное единство. Боевик-исполнитель Хюсен Лула вскоре погиб в перестрелке с Сигурими, его напарник Казим Лачи расстрелян практически сразу. Были казнены пять активистов организации, в том числе лидер Сейфула Шима, восемь человек приговорены к различным срокам.
На следующий день Политбюро ЦК АПТ приняло решение о бессудном убийстве представителей оппозиционно настроенной интеллигенции. Аресты проводились по специальным спискам, причём никто из репрессированных даже не обвинялся в причастности к взрыву в посольстве. 25 февраля—26 февраля 22 человека — известные и влиятельные политики, предприниматели, экономисты, юристы, инженеры, офицеры (наиболее известны предприниматель Йонуз Кацели и учёная Сабиха Касимати) — были расстреляны Сигурими. Подвергся дополнительной чистке и аппарат, был арестован и осуждён недавний директор Сигурими, начальник армейского политуправления Бекир Ндоу.
Февральская расправа 1951 практически ликвидировала даже потенциальную оппозицию правительству. Из последних структур организованного сопротивления был Албанский союз антикоммунистического освобождения, ликвидированный Сигурими в 1952. Однако репрессии продолжались до 1980-х годов включительно. Министр юстиции Бильбиль Клоси заявлял, что политические статьи Уголовного кодекса НРА должны быть жёстче советских аналогов периода сталинских репрессий. Фактическим придатком госбезопасности являлись прокуратура и суд во главе с Аранитом Челей.
Не прекращались преследования «буржуазных элементов» и противников колхозной системы. В августе 1955 была учреждена специальная комиссия по депортациям. Тысячи албанских семей, признанных «неблагонадёжными», разъединялись и переселялись в незнакомые места и труднодоступные районы под жёстким контролем властей.
В середине 1950-х годов, особенно с 1956, под влиянием XX съезда КПСС, в АПТ возникло течение, оппозиционное сталинистской политике. Некоторые партийные функционеры стали высказываться в пользу замедления темпов индустриализации и коллективизации, большего внимания уровню жизни масс, «демократизации партийной жизни». Ставился вопрос о реабилитации репрессированных «титовцев». Главными сторонниками «хрущёвской оттепели» в Албании являлись один из основателей Компартии Албании Тук Якова, член политбюро бывший генеральный прокурор Бедри Спахиу и секретарь ЦК Лири Белишова. В тайный политический контакт с ними вступили генералы Панайот Плаку, Дали Ндреу, его жена Лири Гега.
Выступление против Ходжи и Шеху было запланировано на апрельской конференции парторганизации Тираны 1956 года. Значительная часть делегатов настроилась поддержать Плаку и Ндреу. Однако эти планы стали известны министру обороны Бекиру Балуку, который проинформировал Неджмие Ходжу. Министр внутренних дел Кадри Хазбиу привёл в готовность Сигурими.
Выступления оппозиционеров были пресечены, 27 делегатов арестованы, форум объявлен «югославским заговором». Генерал Плаку бежал в Югославию, где вскоре убит агентами Сигурими. Генерал Ндреу расстрелян вместе с беременной Лири Гегой. Тук Якова приговорён к 20 годам заключения и в 1958 умер в тюрьме. Бедри Спахиу осуждён на 25 лет заключения. Лири Белишова интернирована в 1960.

### 1960-е
В 1961 советско-албанский раскол спровоцировал репрессии против носителей просоветской ориентации. Состоялся «процесс Шестидесяти пяти», по результатам которого были казнены 13 человек, в том числе командующий военно-морским флотом контр-адмирал Теме Сейко. Тогда же интернирован, сослан, затем арестован и осуждён на 10 лет Кочо Ташко.
Летом 1963 Сигурими раскрыла подпольную организацию под руководством радиожурналистов Фадиля Кокомани и Вангеля Лежо. По версии следствия, группа распространяла антиправительственные листовки и готовила не только побег за границу, но и покушения на Энвера Ходжу, Мехмета Шеху и Кадри Хазбиу. Были казнены Трифон Джагика и Тома Рафаэли, пять человек получили длительные сроки заключения.
В 1967 году Энвер Ходжа провозгласил Албанию «первым в мире атеистическим государством» (годом ранее умер архиепископ Тиранский Паисий, сохранявший своего рода партнёрство с партийным руководством — сын Паисия Иосиф Пашко был членом ЦК и министром). Исповедание любой религии было запрещено и приравнено к антигосударственной деятельности. Культовые здания изымались у конфессий, отдавались под государственные нужды либо разрушались. Мусульманские и христианские священнослужители подвергались травле, принуждались к отказу от религии и публичным «саморазоблачениям». Проявлявшие упорство в вере подвергались репрессиям. Наиболее известен католический священник Штьефен Курти, расстрелянный в 1971 году за тайное крещение мальчика.

### 1970-е
Драматичным эпизодом явилось жестоко подавленное в мае 1973 восстание в тюрьме Спач, казнь Паля Зефи, Хайри Пашая, Дервиша Бейко, Скендера Дайи. В мае 1979 в Спаче были выявлено подпольные группы националистов и «ревизионистов», казнены диссиденты-коммунисты Фадиль Кокомани, Вангель Лежо, антикоммунист Джелаль Копренцка.
Регулярно проводились партийные чистки. Истреблялись «титовцы», носители «либерального уклона», разоблачались «антипартийные заговоры». В 1974—1975 были арестованы и приговорены к длительным срокам бывший председатель Народного собрания и министр культуры Фадиль Пачрами и руководитель албанского гостелерадио Тоди Лубонья. В 1975 расстрелян министр обороны Бекир Балуку, генералы Петрит Думе и Хито Чако, к 25 годам тюрьмы приговорён генерал Рахман Парлаку (двумя десятилетиями ранее именно Балуку подавил выступление Плаку—Ндреу). Тогда же, в середине 1970-х, подверглись репрессиям кадры хозяйственного руководства: были арестованы и в 1977 расстреляны министр экономики Абдюль Келези (за «ревизионизм») и министр промышленности Кочо Теодоси (за «военно-экономический заговор»).

### 1980-е
Последняя вспышка политических репрессий пришлась на начало 1980-х годов. Обострились отношения между бессменным первым секретарём ЦК АПТ Энвером Ходжей и Мехметом Шеху. Ходжа неколебимо стоял на догматических сталинистских позициях. Шеху считал целесообразным осторожное открытие внешнему миру, хотя бы для преодоления экономических трудностей, получения кредитов и инвестиций. 17 декабря 1981 было объявлено о самоубийстве премьера. Досконально обстоятельства смерти Мехмета Шеху неизвестны, существует версия о его убийстве на заседании политбюро. Вскоре Шеху был обвинён в шпионаже в пользу Югославии, СССР, США, Италии, «контрреволюционном заговоре», «планах реставрации капитализма» и т. д. Ходжа был вынужден ввести в свою программную книгу «Титовцы» дополнительную главу, в которой задним числом «разоблачался» недавний ближайший сподвижник.
После падения Шеху вторым лицом АПТ и НСРА стал партийный куратор идеологии и пропаганды член политбюро и секретарь ЦК Рамиз Алия. Ещё с начала 1970-х сравнительно молодой Алия воспринимался как будущий преемник пожилого и больного Ходжи.

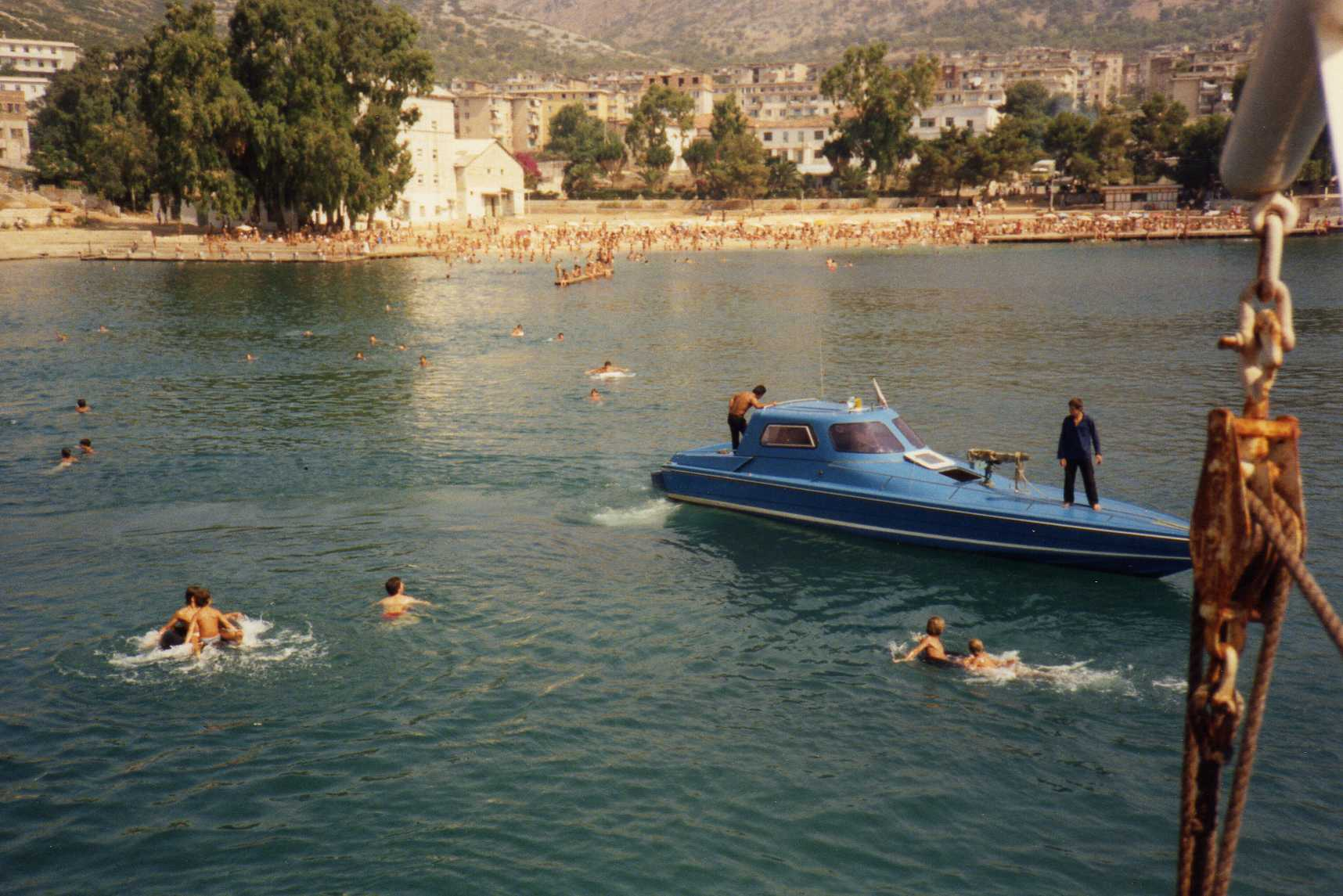
Катер Сигурими контролирует пляж в Саранде

В сентябре 1982 года Группа Шевдета Мустафы — эмигранты-антикоммунисты — проникли в Албанию с целью убийства Ходжи. Трое из четырёх погибли в столкновениях, один из её членов предстал перед судом. Он дал затребованные обвинением показания в отношении Мехмета Шеху и его преемника на посту министра внутренних дел, затем министра обороны Кадри Хазбиу (после чего вернулся домой в Новую Зеландию). Хазбиу, его ближайшие подчинённые и родственники Шеху были арестованы. В 1983 Кадри Хазбиу, племянник Мехмета Шеху экс-министр внутренних дел Фечор Шеху, экс-министр здравоохранения Ламби Зичишти, бывший функционер МВД Ламби Печини были расстреляны. Вдова Мехмета Шеху Фикирете Шеху умерла в тюрьме. К длительным срокам заключения были приговорены другие «приспешники Шеху», в том числе многолетний министр иностранных дел Нести Насе и бывший директор Сигурими Михалак Зичишти. Некоторое время находился в тюрьме, потом в поднадзорной ссылке другой бывший глава тайной полиции Нести Керенджи.

### Итоговая статистика
Над албанским обществом был установлен плотный карательный контроль. Общее количество политических казней за правление Энвера Ходжи официально оценивается в 6027 человек, ещё 984 убиты в тюрьмах (308 потеряли рассудок), более 7000 погибли в трудовых лагерях и в ходе депортаций. 34 135 человек были осуждены на различные тюремные сроки по политическим обвинениям. Интернированию и депортациям подверглись 59 000 человек.
Иные подсчёты, основанные на официальной статистике, дают сходные цифры: 5487 политических казней (5037 мужчин, 450 женщин), 995 погибших в тюрьмах (988 мужчин, 7 женщин), 34 155 политзаключённых (26 778 мужчин, 7367 женщин); среди репрессированных — 1253 иностранца (1215 мужчин, 38 женщин).
Для страны, население которой в то время составляло от 1,2 до 2,7 миллиона человек, это были серьёзные цифры. По имеющимся данным, задержания, допросы, принудительные работы, полицейский надзор применялись к трети населения Албании.
Албанский Институт изучения преступлений коммунизма, возглавляемый историком Агроном Туфой, приводит другую статистику: 21,3 тысячи казнённых, 10 тысяч погибших от пыток, 64,1 тысячи политзаключённых (средний срок заключения — 9 лет), 220 тысяч депортированных.

## Государственное устройство
Конституция НРА 1946 года и Конституция НСРА 1976 года содержали положения об «авангардной» и «руководящей» роли КПА/АПТ. Это положение, в отличие от многих других (например, гарантий гражданских прав, права собственности), соблюдалось неукоснительно. Верховная власть в НРА/НСРА принадлежала высшему руководству коммунистической партии во главе с первым секретарём ЦК. Эту должность в 1941—1985 занимал Энвер Ходжа, в 1985—1991 — Рамиз Алия. Вторым лицом партии до 1981 считался Мехмет Шеху, третьим до 1979 — Хюсни Капо. Все значимые решения принимались на политбюро ЦК и реализовывались через партийный аппарат, контролировавший все государственные структуры.

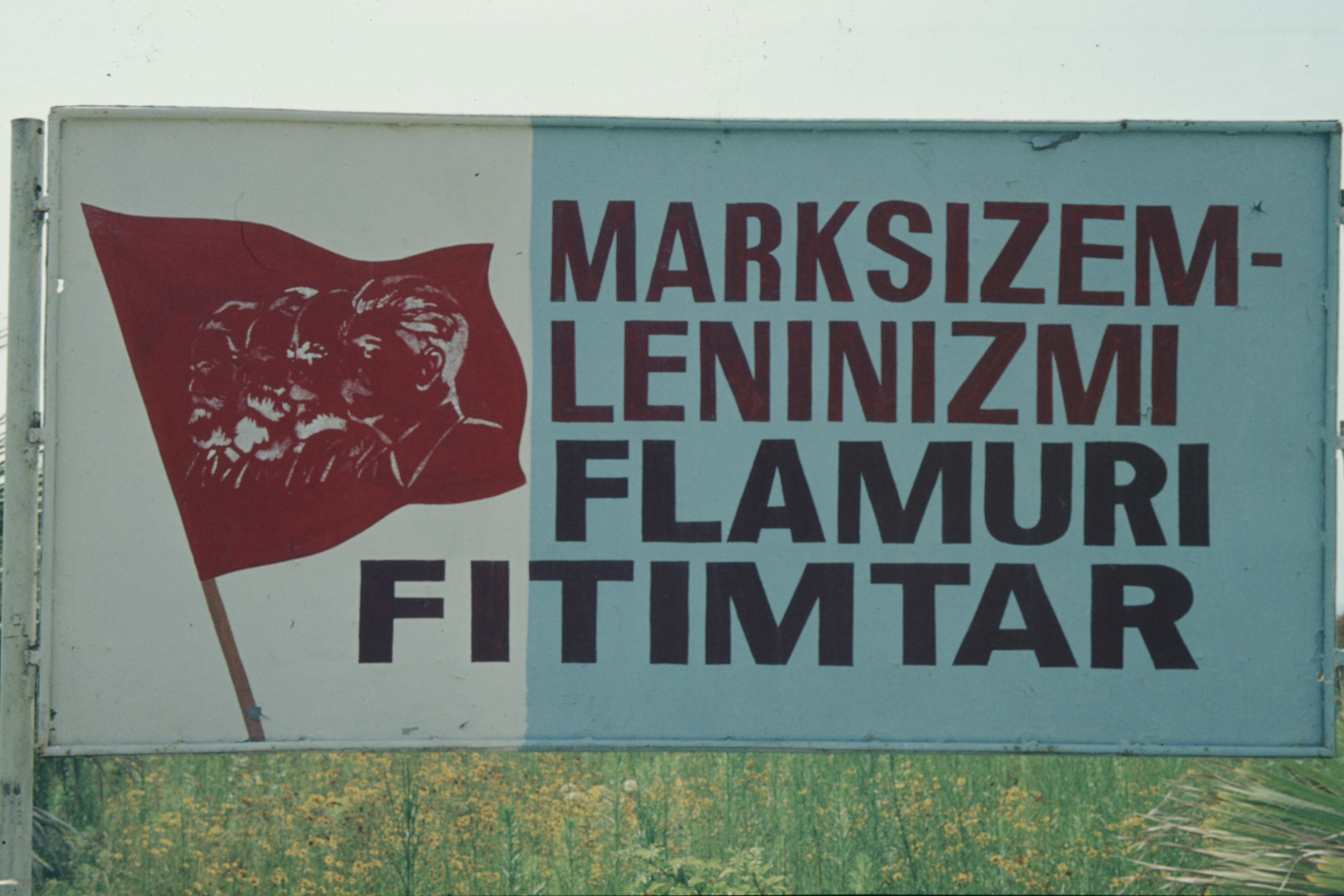
Пропаганда АПТ: «Марксизм-ленинизм — знамя победы»

Власть ходжаистской АПТ обосновывалась идеологическими установками ортодоксального марксизма-ленинизма и сталинизма. На разных языках переиздавались сочинения Маркса, Энгельса, Ленина, Сталина, классиков советской литературы. Культ Сталина соседствовал с культом Ходжи. Даже после смерти Ходжи 110-летие со дня рождения Сталина в 1989 году отмечалось на официальном уровне, его именем были названы два города, ряд промышленных предприятий. В 1952 году в Тиране был открыт Музей Ленина и Сталина. В 1961 году, после решения XXII съезда КПСС о выносе гроба Сталина из Мавзолея, Энвер Ходжа потребовал от СССР передать гроб НРА для установления его в мавзолее в Тиране. Годовщины Октябрьской революции, дни рождения и смерти Ленина, Сталина, Ходжи отмечались по всей стране. В день похорон Молотова 12 ноября 1986 в НСРА был объявлен траур.
Высокопоставленным распорядительным органом являлся Совет министров НРА/НСРА (первоначально — Правительство, Qeveria). Председателями совета министров — премьер-министрами являлись Энвер Ходжа (1946—1954), Мехмет Шеху (1954—1981), Адиль Чарчани (1981—1991), Фатос Нано (1991).
Формально члены правительства утверждались законодательным органом — всенародно избранным Народным собранием (Kuvëndi Popullor). Президиум Народного собрания (Presidiumi i Kuvëndit Popullor) считался коллективным главой государства и курировал законодательный процесс. Пост председателя президиума занимали Омер Нишани (1946—1953), Хаджи Леши (1953—1982), Рамиз Алия (1982—1991).
АПТ управляла несколькими массовыми организациями с практически обязательным членством — Союзом трудовой молодёжи Албании (албанский комсомол), Союзом албанских женщин, Демократическим фронтом Албании. Через них оказывалось партийное воздействие на различные социальные группы албанского общества.
Территория НРА/НСРА делилась на районы (rrethi) и города (qytetet) центрального подчинения. Районы подразделялись на локалитеты (lokalitet) и города районного подчинения, локалитеты — на города локалитетского подчинения и сёла (fshatrat). Представительные органы районов, городов, локалитетов и сёл — народные советы — избирались населением сроком на 3 года. Исполнительные комитеты на каждом уровне формировались советами. На всех уровнях действовали комитеты АПТ и управления Сигурими, принимавшие решения, утверждаемые советами и реализуемые исполкомами.
Высшая судебная инстанция — Верховный Суд (Gjykata e Lartë), избиралась Народным собранием сроком на 4 года. Суды апелляционной инстанции — районные суды, суды первой инстанции — народные суды (gjykatat popullore) избирались населением.
В 1976 году была принята новая Конституция. Из «народной республики» страна переименовывалась в Народную Социалистическую Республику Албанию (НСРА), марксизм-ленинизм открыто провозглашался господствующей идеологией. Изымались упоминания о гарантиях собственности и свободе вероисповедания. Вносилось положение о государственном атеизме.

## Экономика
Денежная единица — лек (18 копеек СССР), был представлен:
- алюминиевыми монетами номиналом в 5, 10, 20, 50 киндарков (1 киндарк — 1/100 лека), 1 лек, до 1964 года — цинковыми монетами номиналом в 1/2, 1, 2 и 5 леков
- билетами Государственного банка НСРА номиналом в 1, 3, 5, 10, 25, 50 и 100 леков[59][60], до 1964 года — 10, 50, 100, 500 и 1000 леков, эмитировались Государственным банком НСРА[61].

### Добывающая промышленность
В 1944 году начала планомерно развиваться горная промышленность. В это время с помощью СССР было осуществлена комплексная геологическая разведка всей территориальной площади Албании, позволившая создать горнодобывающую промышленность на базе обнаруженных и разведанных запасов угля, нефти, железоникелевых руд и иных полезных ископаемых.
В 1934 году было обнаружено самое первое нефтеносное  месторождение имени Кучова (Сталин), и с 1935 года его начали разрабатывать. В начале 50-х годов были найдены 6 газовых и 6 нефтяных месторождений. Южнее города Шкодер до сих пор разбуриваются несколько из 60 многообещающих мест добычи нефти и газа. В Албании общая максимально зафиксированная мощность предприятий нефтеперерабатывающего сектора составляет более 3,5 млн. тонн. Среди них наиболее серьёзные располагаются в Фиери и Балши, остальные заводы, имеющие небольшую мощность, находятся прямо около промыслов.
В 1974 году здесь начали добывать более 1 млн. тонн в год технических битумов. Албания, используя собственную нефть полностью удовлетворяет все свои потребности. Также она экспортирует сырую нефть, а наряду с ней ещё и битумы, начинает экспортировать и другие нефтепродукты. Более 90% битумов поставляется в государства Европы, в основном, в Грецию, Италию, Польшу и Германию. В стране добывается 0,45 млрд. м3 природного газа в год, при этом, вероятнее всего, объёмы функционирования газовой отрасли будут во многом продиктованы экспортным спросом, так как потребление газа внутри республики весьма незначительно.  
Что касается разработки угольных пластов, то в этих вопросах очень многое зависит от горно-геологических реалий. Месторождения Мборья, Мемалиай, Дренова вскрыты штольнями, а месторождение Мзёзаводоме – стволами. Выемка угля осуществляется короткими лавами. В угольных бассейнах на неглубоко залегающих участках уголь добывается открытым способом с использованием малой механизации. В 1975-1980 годах благодаря вводу нового предприятия, расположенного в районе Валияси, занимающегося угледобычей, увеличилась выдача угля на-гора.  
Также добывались медные руды, расположенные в основном в северной Албании, в округах Пука и Кукес.
В первой половине XX века начали эксплуатировать хромовые месторождения в Албании. В период 2-й мировой войны добыча хрома достигла наибольших масштабов, а потом она из-за отработки известных месторождений, резко сократилась. В 50-е годы удалось открыть и разведать новые залежи (Булькиза и др.). Многие месторождения хромовых руд располагаются слишком глубоко и в труднодоступных местах, поэтому немногие из них экономически целесообразно разрабатывать. В 1958 году начали добывать железоникелькобальтовые руды, и к 1982 году их добыча увеличилась в 2,5 раза. Такого рода рудники, а также обогатительные фабрики работают в Кучи, Гурии, Преняси и др.

### Автомобильная промышленность
Начало моторизации, положенной в середине 1950-х, заставило модернизировать дорожную сеть. Местное автосборочное производство зародилось в Тиране, где в 1950-х собирали ГАЗ-51 из горьковских машинокомплектов. Развенчание культа личности Сталина в СССР привело к размежеванию в социалистическом блоке, а в Албании поставили крест на сотрудничестве «со старшим братом», найдя себе нового друга в лице Мао. После этого главными автомобилями были назначены китайские «цзефаны» – Jiefang – лицензионные копии ЗИС-150.
Среди автобусов попадались советские ЗИСы, Škoda 706RO, Ikarus.
В 1970-х Албания начала закупать преимущественно развозные грузовики Barkas и Nysa. Основу междугородного парка представляли передовые по местным меркам чешские автобусы Škoda Karosa ŠM11 и грузовики Škoda LIAZ. К ним добавились румынские TV и немецкие Robur. К тому времени в Албании бытовала шутка, что дороги строят только для автопомоек из Италии, хотя итальянский секонд-хенд был вовсе не таким распространённым, хотя и «деликатным» товаром. Из легковых попадались Beising, Škoda и Warszawa, но следует учесть, что в стране было запрещено иметь автомобили в частной собственности.
К 1987 году было всего 6700 км мощёных дорог! Протяжённость остальных трасс, пригодных для движения автомобилей, варьировалась от 9000 до 15 000 км. Этот год был началом агонии коммунистического режима – в стране не было денег, еды, одежды, она проиграла торговую конкуренцию на морях, и от Албании начал отворачиваться даже Китай. После реорганизации и передачи сети автодорог в ведение Министерства транспорта и инфраструктуры албанская дорожная сеть увеличилась до 18 000 км, из которых 7200 км имеют асфальтовое покрытие.

#### Автозаводы
Первое собственное автопроизводство было открыто в апреле 1962 года в городе Шкодер и именовалось «Государственное предприятие по ремонту автотранспортных средств» – Ndërmarrje Shtetërore e Riparimit të Automjeteve të Komunikacionit, сокращённо NSHRAK. В 1975-м его переименовали в «Автотранспортные мастерские» – Ofiçina e Automjeteve Shkodër. По традиции завод наградили высшим титулом – званием «Герой социалистического труда» – Hero i Punës Socialiste. Производство базировалось в мастерских шкодерского автопарка, где был освоен разнообразный кузовной ремонт автобусов, легковых автомобилей и кабин грузовиков. Затем последовало изготовление автобусных кузовов с деревянным каркасом на шасси ГАЗ-51, ГАЗ-51А и Jiefang CA10. В 1967 году был выпущен первый автобус Shkodra с металлическим каркасом кузова на шасси Škoda 706RTO, позднее начался выпуск сочленённых автобусов Shkodra A6, тракторных кабин и рефрижераторных кузовов. В 1982 году в производственную программу добавились пассажирские ж.-д. вагоны.
По наблюдению Леонида Лашкова, одного из знатоков экзотических стран, похоже, что с началом вагонного производства автобусное было свёрнуто, о чём свидетельствует полный износ местного парка к концу 1980-х и закупка чешских машин. В 1990-е предприятие было закрыто и разграблено, как и многие другие албанские заводы социалистического времени.
Завод Kombinat Autotractrorёve «Enver Hoxha» (автотракторный комбинат им. Энвера Ходжи) в Тиране также не остался не удел. В 1962 году там собрали первый отечественный тракторный двигатель по советской лицензии. Затем капитально ремонтировали автомобили. Тут же выпустили несколько штук тягачей по образу FAP 1220 и Tiranё-75. Но лишь в 1978 году завод смог приступить к выпуску гусеничных тракторов ДТ-54. До 1981 года, по сообщениям СМИ, было выпущено лишь 100 штук. В документах Министерства связи и МВД упоминается о начале строительства в 1967 году автомобильного производства в Дурресе, но подтверждений этому пока не найдено.

### Социально-экономическое развитие
Албания приступила к созданию социалистического народного хозяйства, имея крайне низкий уровень развития производительных сил. До освобождения страны в ее экономике преобладало отсталое, малопродуктивное сельское хозяйство, на долю которого приходилось более 90% валового общественного продукта. Промышленности фактически не существовало, за исключением небольшого числа мелких предприятий по переработке сельскохозяйственного сырья, нефтепромыслов, угольных шахт и рудников. Удельный вес промышленного производства в создании национального дохода составлял менее 4%. Не было ни железных дорог, ни морского транспорта. Промышленных рабочих насчитывалось всего несколько тысяч человек, а инженеров и техников можно было пересчитать по пальцам.

Коммунисты видели необходимость полномасштабной модернизации экономики. В августе 1945 года началась аграрная реформа. Помещичье землевладение ликвидировалось, крестьяне наделялись дополнительными угодьями и тягловым скотом, аннулировались их долги. После укрепления власти и создания продовольственной базы, албанские коммунисты переняли советский опыт коллективизации сельского хозяйства:
«Крестьянам, выразившим желание создать сельскохозяйственный кооператив, должна быть оказана всесторонняя помощь в организации этого дела и затем — в укреплении самого кооператива. Им должна быть также оказана помощь для обработки общественных земель в соответствии с агрономическими правилами и предоставлен необходимый аграрный кредит. Для убеждения крестьян в преимуществах кооперативного пути использовать в качестве наглядного примера опыт и практику уже существующих сельскохозяйственных кооперативов».«Наши задачи в области сельского хозяйства». Энвер Ходжа
Реформы нового правительства позволили уничтожить могущественный класс помещиков.
«Народная революция положила конец обнищанию и деградации крестьянства. Победа, одержанная в Национально-освободительной борьбе, придала новые силы крестьянам, воочию увидевшим как в результате борьбы всего трудового народа, возглавляемого партией, был свергнут класс помещиков. Они услышали могучий голос партии, возвещавший о том, что мрачный век беев и ага закатился навсегда и их не следует больше считать хозяевами земли и что не нужно больше выплачивать им никаких долгов и процентов с них». «Отчетный доклад на I съезде Коммунистической партии Албании «О деятельности Центрального Комитета и новых задачах партии»(Выдержки). Энвер Ходжа
Одними лишь преобразованиями сельского хозяйства модернизация экономики Албании не окончилась. Правительством была проведена национализация промышленности, банков и всей коммерческой и зарубежной собственности. Была начата индустриализация. В 1947 была построена первая в истории Албании железная дорога. Албания перешла к плановой экономике. Экономические и социальные результаты первых десятилетий Народной Республики Албании(Народной Социалистической она станет только в 1976) производили впечатление несомненных достижений. Экономическая помощь СССР позволяла осуществлять политику ускоренной индустриализации. Впервые в истории Албании была создана тяжёлая промышленность, в том числе угледобывающая, нефтяная и сталелитейная. Развивался текстильный кластер, производство стройматериалов и пластмасс. Построены гидроэлектростанции, расширена железнодорожная сеть.
«В нашей стране, где имеются богатые водные и другие энергетические ресурсы, о них не было и речи. В период зогистского и фашистского владычества было построено несколько теплоэлектростанций. Само собой разумеется, что энергия, поставляемая промышленности, была недостаточной и дорогостоящей. Это скудное наследство мы использовали, и теперь наши фабрики в большинстве своем имеют собственные двигатели. К 1938 году у нас имелось 13 электростанций общей мощностью в 3 200 квт и с годовой производительностью около 3 000 000 квт/ часов. В период 1939-1944 гг. их мощность увеличилась до 4 700 квт с годовой производительностью в 6 500 000 квт/часов, а в настоящее время она составляет около 7 400 квт с годовой производительностью в 9 200 000 квт/часов. В 1945 году годовая выработка электроэнергии была намного ниже, чем в 1939 году. Однако мы добились ее увеличения благодаря серьезным усилиям, направленным на восстановление промышленности в течение 1946-1947 гг., когда все промышленное производство перешло в руки государства». «Отчетный доклад на I съезде Коммунистической партии Албании «О деятельности Центрального Комитета и новых задачах партии»(Выдержки). Энвер Ходжа
После советско-албанского раскола экономика страны развивалась в условиях преимущественного сотрудничества Албании с Китаем. Однако в середине 1978 г. китайская помощь Албании была приостановлена, и развитие албанского народного хозяйства стало полностью осуществляться на основе использования внутренних ресурсов. В седьмой пятилетке (1981- 1985 гг.) экономика Албании сделала дальнейший шаг вперед в своем развитии. В 1985 г. добыча железоникелевой руды возросла по сравнению с 1980 г. на 100%, угля - на 50%, медной руды - почти на 40%, выпуск продукции металлообрабатывающей промышленности увеличился более чем на 30%. Был введен в строй ряд новых промышленных предприятий. Среди них вторая доменная печь, коксовая батарея, две линии непрерывной разливки стали и завод по производству никеля и кобальта на Эльбасанском металлургическом комбинате, газоочистительный завод в Балши, несколько рудников и обогатительных фабрик и некоторые другие объекты. В ноябре 1985 г. была пущена первая турбина на крупнейшей в Албании ГЭС в Комани на реки Дрин. Почти на одну треть возросла железнодорожная сеть страны. Были построены железные дороги Фиери-Влера и Лячи - Хани-и-Хотит.
«Это первый пятилетний план, который будет реализован, целиком опираясь на наши силы и возможности. Албания является сегодня единственной в мире страной, которая развивается и идет вперед по пути социализма без всякой помощи и кредитов извне. Это большое, но зато славное испытание для нашего народа и нашей партии, и победа бесспорная, так как, руководствуясь марксизмом-ленинизмом, мы уже давно подготовлены к этому решающему шагу» «Доклад VIII съезду АПТ». Энвер Ходжа
Увеличилось сельскохозяйственное производство, хотя Албания и не избежала последствий засушливых лет. Только 1983 г. был урожайным. Тогда производство сельскохозяйственной продукции возросло более чем на 17% против 1980 г. В 1985 году показатель был ниже уровня 1983 г., хотя и увеличился по сравнению с 1984 г. на 2,2%.
Вместе с тем в ходе выполнения седьмой пятилетки албанская экономика столкнулась с рядом трудностей, которые не позволили ей выполнить в полном объеме поставленные задачи. Если в первые годы пятилетки Албания еще могла поддерживать относительно высокие темпы роста общественного производства, то впоследствии они стали снижаться. В 1981 г. прирост валового общественного продукта составил 5,6%, национального дохода - 5,7%, в 1982 г. - соответственно 4,4% и 4,5%, а в последние годы пятилетки эти показатели были значительно ниже.
Замедление темпов экономического развития было вызвано рядом причин. В промышленности - это изношенность оборудования и устаревшие технологии производства на ряде предприятий. В седьмой пятилетке предусматривалось осуществить реконструкцию некоторых из них, в основном собственными силами. Однако, как отмечала албанская печать, сроки модернизации целого ряда объектов не были соблюдены. Это повлекло за собой невыполнение планов производства в некоторых отраслях промышленности. В 1984 г. добыча хромовой руды, производство хлопчатобумажных и шерстяных тканей, обуви были ниже уровня 1980 г., а выпуск строительных материалов незначительно превосходил уровень 1979 г.
В Албании выросло целое поколение, не посещавшее церквей и мечетей. Ходжа говорил: «У албанцев нет идолов и богов, но есть идеалы — это имя и дело Маркса, Энгельса, Ленина и Сталина».

Коммунисты Албании делали большой акцент на преодоление старых, патриархальных устоев албанского общества. Были разрушены вековой институт кровной мести и патриархальная структуру семьи и кланов. Традиционная роль женщин, а именно их ограничение в доме и на ферме, радикально изменилась, поскольку они получили юридическое равенство с мужчинами и стали активными участниками во всех сферах жизни общества.
«Ваши съезды являются величественным отражением революционного порыва албанской женщины, ее активного участия в политической жизни страны, отражением великой силы, которую представляют в нашей стране женщины, без активизации и участия которых в управлении страной, в производстве, во всей общественной и культурной деятельности не может быть речи ни о социалистическом строительстве, ни о народной власти, ни о подлинной демократии. То, что вы делаете — это не «женские дела», как это пренебрежительно желают представить буржуазия или некоторые невежды с прогнившими мелкобуржуазными взглядами. То, что вы делаете, и решения, которые вы принимаете, связаны с серьезными проблемами деятельности нашей Народной Республики и ваше слово очень веское, так как вы составляете половину населения Республики и без вас Республика не может крепнуть и идти вперед по пути прогресса». «Приветственная речь на четвертом съезде союза албанских женщин».Энвер Ходжа
В Албании велась активная и решительная борьба с религией. В 1967 году религиозный истеблишмент, который партийные лидеры и другие атеистические албанцы считали отсталым средневековым институтом, препятствующим национальному единству и прогрессу, был официально запрещен, а все христианские и мусульманские молитвенные дома были закрыты. Их имущество было конфисковано, а на любые религиозные обряды был введён строгий запрет. Народная Социалистическая Республика Албания стала первым в мире атеистическим государством.
НСРА достигла создания современной социальной инфраструктуры, систем образования и здравоохранения, достижение всеобщей грамотности. За четыре десятилетия Албания добилась достойных - в некоторых случаях исторических - успехов в развитии промышленности, сельского хозяйства, образования, искусства, и культура. Заметным достижением стало осушение прибрежных болот - ранее рассадников малярийных комаров - и рекультивация земель для сельскохозяйственных и промышленных целей.
Формально Ходжа считал, что если политические деятели, а тем более коммунисты имеют привилегии, то партия не может считаться коммунистической, а страна — социалистической. С середины восьмидесятых годов по его указанию снижалась заработная плата работников партийного и государственного аппарата. Это позволило сэкономить деньги на увеличение пенсий и пособий, оплаты труда в сельском хозяйстве, увеличение окладов рабочих и служащих.
В 1960 году был отменён подоходный налог, а в 1985 году упразднён налог на холостяков и малосемейных.
Современные сторонники ходжаизма (существует Международная конференция марксистско-ленинских партий и организаций) напоминают о таких элементах социальной политики в НРА/НСРА:
- К концу 1980-х годов среднемесячная зарплата рабочих и служащих составляла 730—750 леков. При этом плата за квартиру, построенную в госсекторе, — 10-15 леков, в кооперативном секторе — 25-30 леков.
- Проработавшие на одном предприятии не менее 15 лет имели право на ежегодную бесплатную путёвку на курорты (с 50-процентной скидкой членам семьи), оплачивали только 50 процентов стоимости лекарств; цены на медикаменты снижались один раз в 3-4 года.
- Трудящиеся, школьники, студенты пользовались бесплатным питанием по месту работы или учёбы, школьная форма и учебники также были бесплатными.
- Рабочие и служащие к месту работы и обратно доставлялись государственным (ведомственным) транспортом по льготным тарифам. Был ежегодный оплачиваемый трёхнедельный отпуск (до середины 1980-х годов — двухнедельный).
- Мужчины имели право выхода на пенсию в 65 лет; женщины — в 60 лет. В случае кончины одного из супругов членам семьи в течение года выплачивалась ежемесячная зарплата (или пенсия) умершего. При рождении первого ребёнка женщина получала 10-процентную прибавку к зарплате, второго — 15-процентную, при этом оплачиваемый (в сумме месячного заработка и доплат) отпуск по рождению и уходу за ребёнком составлял 2 года (в том числе послеродовой — полтора года); в случае потери кормильца женщина в течение трёх лет получала 125 процентов своей зарплаты.

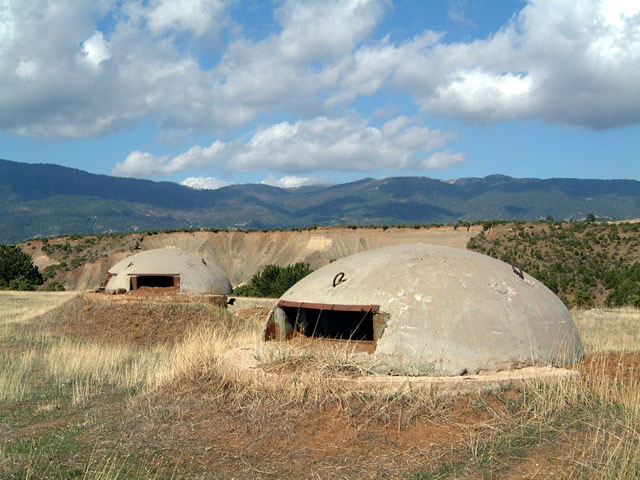
Албанские бункеры

За четыре десятилетия правления Ходжи были построены свыше 700 тысяч малых бункеров, по одному на 4 жителей страны. Плотность бункеров — 24 на квадратный километр. Малые бункеры располагались группами по 3 и более штук, в местах «наиболее вероятного наступления противника». Сейчас их можно встретить повсеместно, в том числе и в городах, прямо во дворах домов.
Формально Ходжа провозглашал социальное равенство и недопустимость привилегий. Реально образ жизни номенклатуры АПТ и Сигурими разительно отличался от среднего по стране. Наличие привилегий было официально признано на последнем съезде АПТ в 1991 году, ответственность возлагалась на окружение Ходжи.

## Внешняя политика
Внешнеполитический курс НРА/НСРА может быть разделён на несколько ориентационных периодов: союз с Югославией и СССР (1944—1948), исключительная ориентация на СССР (1948—1955), дистанцирование от СССР (1956—1961), разрыв с СССР и переориентация на Китай (1961—1977), разрыв с Китаем и полная самоизоляция (1978—1985), осторожное налаживание связей с Западной Европой (1985—1990). Резкие повороты курса определялись идеологическими установками и заботой о сохранении суверенитета. То и другое побуждало руководство АПТ к самоизоляции страны.
Внешнеполитический курс определял Энвер Ходжа, одно время лично возглавлявший МИД. Впоследствии пост министра иностранных дел занимали Бехар Штюла, Нести Насе, Реис Малиле.

### «Югославский период»
Первый в истории Албании международный договор о дружбе и союзе был подписан между НРА и ФНРЮ 9 июля 1946 года. Коммунистические правительства Ходжи и Тито первоначально выступали в тесном политическом альянсе, сложившемся между двумя компартиями в годы Второй мировой войны. Югославия оказывала Албании также экономическую помощь.
Албано-югославские официальные связи установились раньше, чем албано-советские, хотя в «треугольнике дружбы Тирана—Белград—Москва» доминировал СССР. Через албанскую территорию направлялась советская помощь греческим коммунистам во время гражданской войны в Греции.

### «Советский период»

#### Союз со Сталиным
Советско-югославский раскол 1948 года привёл и к разрыву албано-югославских отношений. Идеологической основой враждебности послужило категорическое отвержение сталинистом Ходжей титоистской концепции самоуправления. Югославская экономическая система рассматривалась в НРА как «реставрация капитализма».
Разрыв с Югославией означал для Албании прочный альянс с Советским Союзом. Политика АПТ практически зеркально копировала ВКП(б)/КПСС, Ходжа подчёркивал своё преклонение перед Сталиным. Советская финансовая и материальная помощь обеспечивала реализацию албанских пятилетних планов. Во Влёре размещалась советская военно-морская база. В 1949 Албания вступила в СЭВ, в 1955 — в ОВД. Осенью 1956 года, уже после смерти Сталина, Энвер Ходжа поддержал СССР в подавлении Венгерского антикоммунистического восстания.

#### Разрыв с Хрущёвым
Охлаждение албано-советских отношений началось после смерти Сталина в 1953 году. Признаки скорого разрыва обозначились в 1955, когда СССР примирился с Югославией. Стало очевидным, что СССР в своей геополитике и дипломатии не намерен учитывать албанские интересы. В 1956 году XX съезд КПСС, доклад Никиты Хрущёва, постановление ЦК КПСС «О преодолении культа личности и его последствий» сделали неизбежным острый политико-идеологический конфликт. Визит Хрущёва в Албанию 1959 года не урегулировал, а скорее усугубил разногласия. Между Ходжей и Хрущёвым завязывалась неприязненная полемика о личности и деятельности Сталина. Кроме того, хрущёвское понимание роли Албании в «соцлагере» — «туристический курорт и фруктовый сад» — звучало оскорбительно в свете планов Ходжи превратить НРА в мощную индустриальную державу. Фёдор Бурлацкий описывал перебранку Энвера Ходжи с Юрием Андроповым, в ходе которой Андропов требовал более уважительного отношения к советской делегации, на что Ходжа заявлял, что «отвергает диктат».
На Московском совещании коммунистических партий 1960 года обозначился открытый конфликт между КПСС (поддержанной почти всеми участниками, прежде всего компартиями Восточной Европы, особенно ПОРП) и АПТ (поддерживаемой КПК и до некоторой степени ПТВ и ТПК). Энвер Ходжа ориентировал албанскую делегацию выступать в поддержку Компартии Китая и рассматривал КПСС фактически как враждебную — «ревизионистскую и социал-империалистическую» — партию. В 1961 году были разорваны дипломатические отношения и экономические связи между НРА и СССР. Албания в ультимативной форме потребовала в кратчайшие сроки вывести военнослужащих с базы во Влёре, в результате чего несколько советских подводных лодок, вооружение и боеприпасы достались Албании. На следующий год Албания вышла из СЭВ.
Смещение Хрущёва в 1964 году не привело к нормализации албано-советских отношений. Взаимно негативные идеологические оценки не изменились. В 1968 году Энвер Ходжа осудил советское вторжение в Чехословакию (при том, что Пражская весна по своей идейно-политической сути была открыто враждебна ходжаизму), после чего Албания вышла из ОВД. При этом бросалось в глаза принципиальное различие реакции НРА на венгерские события 1956 и чехословацкие события 1968.

### «Китайский период»
С начала 1960-х началось интенсивное сближение НРА с КНР. Ещё в 1956 году сам Энвер Ходжа возглавлял делегацию АПТ на VIII съезде КПК. Ходжа поддерживал Культурную революцию, политику Мао Цзэдуна и Банды четырёх, видя в ней продолжение сталинского курса. Ходже импонировало почтительное отношение Мао к Сталину и враждебность к «хрущёвцам».
КПК стала рассматриваться в АПТ как лидер международного коммунистического движения. В 1964 году Албанию посетил Чжоу Эньлай, было подписано албано-китайское политическое заявление, в котором говорилось о недопустимости «диктата и навязывания в отношениях между социалистическими странами». Ирландский историк Джон Холидей констатировал «странный союз двух государств, расположенных за тысячи миль друг от друга, без каких-либо культурных связей, без серьёзных знаний друг о друге, но сплочённых общей враждой с Советским Союзом». Албанские коммунисты заимствовали маоистские установки «опоры на собственные силы» и «борьбы против двух сверхдержав».
Серьёзной экономической помощи Албании в то время Китай оказывать не мог, хотя китайские специалисты работали на гражданских и военных объектах НРА. Китайско-албанский союз носил в основном идеологический характер. Албания превратилась в центр распространения маоистского политического влияния и китайской разведки в Восточной Европе. В частности, Сигурими курировала ортодоксальную компартию Польши, находившуюся в ПНР на нелегальном положении. Её лидер Казимеж Мияль скрывался от ареста в Албании. По согласованию с Пекином, НРА — единственное европейское государство — отказалась от участия в Совещании по безопасности и сотрудничеству в Европе 1975 года. Со своей стороны, албанская делегация активно добивалась принятия КНР в ООН, что и произошло в 1971 году.

### После разрыва с Китаем
Смерть Мао Цзэдуна, арест и разоблачение «Банды четырёх» осложнили албано-китайские отношения с 1976 года. Приход к власти Дэн Сяопина с его политикой реформ и открытости был воспринят как «реставрация капитализма» и привёл к полному разрыву албано-китайских связей в 1978. Ходжа провозгласил КНР «социал-империалистическим государством, подобным СССР». С этого момента АПТ взяла курс на тотальную самоизоляцию Албании. Задачами внешней политики объявлялись «борьба против США, СССР и КНР», «непримиримое противостояние СФРЮ».
Однако ещё незадолго до смерти Энвера Ходжи прагматично настроенные партийные руководители — прежде всего Рамиз Алия — стали осторожно налаживать экономические связи со странами Западной Европы, прежде всего с Италией. К этому побуждала крайне тяжёлая финансово-экономическая ситуация. В 1984 Алия установил контакт с премьер-министром Баварии Францем Йозефом Штраусом. Ходжа считал допустимым получение финансовых средств из ФРГ, поскольку рассматривал их не как внешние заимствования, запрещённые конституцией, а как компенсацию за военные разрушения. Торговые связи стали допускаться даже с Югославией, несмотря на «непримиримые идеологические противоречия».
На протяжении всего периода изоляции Албания поддерживала дипломатические контакты с рядом стран Варшавского договора и СЭВ, руководство которых занимало более ортодоксальную позицию по сравнению с СССР, прежде всего с Румынией, Кубой, КНДР и Вьетнамом.
На торжественном собрании, состоявшемся в Тиране 27 ноября 1984 г. по случаю 40- летия освобождения Албании от фашистских оккупантов, отмечалось, что "с Грецией, Турцией и Италией установились добрососедские отношения, которые нормально развиваются и прогрессируют. С этими государствами расширились торговые отношения, культурные и научные обмены и при совместных усилиях открылись перспективы сотрудничества в других областях, представляющих взаимный интерес".
Поступательное развитие отношений между Албанией и этой группой стран началось с 1978 г., когда произошло обострение албано-китайских отношений. С этого периода во внешней политике албанского правительства четче обозначилось стремление к устранению напряженности в отношениях с соседними странами, поиску путей урегулирования нерешенных вопросов, налаживанию двустороннего сотрудничества, прежде всего в торгово-экономической области. Используя свои определенные преимущества (в том числе географическую близость к Албании), эти три страны стали основными торговыми партнерами НСРА среди капиталистических государств.
Наиболее тесные торгово-экономические связи Албания поддерживала с Италией. В январе 1979 г. Тирану посетил тогдашний министр внешней торговли Италии Р. Оссола. Как подчеркивала итальянская печать, это был первый за весь послевоенный период визит итальянского государственного деятеля такого ранга в Албанию, который имел не столько экономическое, сколько политическое значение. В ходе состоявшихся переговоров было подписано торговое соглашение на 1979 г., предусматривавшее рост албано-итальянского товарооборота на 60% против 1978 г. В 1981 г. товарооборот между двумя странами возрос до 80 млн. долл. В последующие годы рост албано-итальянской торговли продолжался.
Наряду с торгово-экономическими отношениями, между Албанией и Италией развивались и другие связи. Было установлено прямое воздушное сообщение Тирана - Рим. В мае 1979 г. между обеими странами была подписана программа культурного, научного и технического обмена на 1979 - 1981 гг., ставшая первым соглашением подобного рода, заключенным НСРА с капиталистическим государством. В дальнейшем она возобновлялась на последующие годы.
Расширению албано-итальянских отношений послужил визит в апреле 1982 г. министра внешней торговли Италии Н. Каприа. Он был принят председателем Совета Министров НСРА А. Чарчани. В ходе состоявшихся переговоров был обсужден широкий круг вопросов албано-итальянских отношений, в частности, была достигнута договоренность об установлении паромного сообщения между портами Дуррес и Триест (открыто в декабре 1983 г.).
Систематический характер приняли политические консультации между двумя странами. В октябре 1983 г. министр иностранных дел НСРА Р. Малиле дважды встречался с министром иностранных дел Италии Дж. Андреотти. Удовлетворение развитием политических контактов между двумя странами было выражено в послании премьер- министра Италии Б. Кракси, переданном А. Чарчани в марте 1984 г. в ходе визита в Албанию министра внешней торговли Италии Н. Каприа. В октябре того же года в Италии с визитом находился министр здравоохранения НСРА А. Алюшани. Он передал Б. Кракси ответное послание А. Чарчани, который высказался за укрепление албано-итальянских отношений, особенно в торгово-экономической сфере, в области транспорта и культурных связей.
Интерес Албании к Италии нашел отражение в введении преподавания итальянского языка в албанских средних школах и создании в 1984/85 учебном году кафедры итальянского языка и литературы в Тиранском университете, а также в подписании в апреле 1984 г. соглашения о сотрудничестве в обмене информацией между Албанским телеграфным агентством и итальянским информационным агентством АНСА
Заметные сдвиги произошли в развитии албано-греческих отношений. За короткий срок Греция вышла на второе место в общем товарообороте НСРА с капиталистическими государствами. В 1984 г. албано-греческий товарооборот составил, по сообщению греческой печати, свыше 50 млн. долл., увеличившись против 1981 г. почти в 3 раза Важной статьей албанского экспорта в Грецию является электроэнергия. В начале 70-х годов была построена линия электропередачи от албанского города Конисполи в Северную Грецию. В декабре 1981 г. между НСРА и Грецией было заключено соглашение о строительстве второй высоковольтной линии электропередачи.
Широкий размах приобрели также другие связи. В 1978 г. была открыта авиалиния Афины-Тирана. Систематически осуществляются взаимные поездки экономических делегаций, деятелей науки и культуры, артистов и художественных коллективов, спортивных команд.
Дальнейшему развитию албано-греческих отношений способствовали проведенные в июле 1984 г. в Афинах переговоры на уровне заместителей министров иностранных дел обеих стран. В декабре 1984 г. состоялся официальный визит в Албанию первого заместителя министра иностранных дел Греции К. Папулиаса, который передал А. Чарчани послание премьер-министра Греции А. Папандреу. В ходе этого визита были подписаны соглашения о сотрудничестве между двумя странами в области дорожного транспорта, культуры, телекоммуникаций, почтовой связи, науки и техники. Во время пребывания в Афинах в январе этого года министра внешней торговли НСРА премьер- министру Греции было передано ответное послание А. Чарчани.
Активно развивались албано-турецкие отношения. В августе 1979 г. Тирану посетила турецкая правительственная делегации во главе с министром внешней торговли, который передал главе албанского правительства послание премьер-министра Турции, выражавшее пожелания о дальнейшем развитии двусторонних отношений. Практическим результатом этого визита явилось подписание в 1980 г. целого ряда соглашений в том числе о борьбе с инфекционными заболеваниями на территории Албании и Турции, об обмене информацией между Албанским телеграфным агентством и Анатолийским агентством о сотрудничестве между Союзом албанских писателей и работников искусств и Союзом турецких писателей между радио и телевидением обеих стран. В сентябре 1981 г. была подписана новей программа культурного и научного обмена между обеими странами на 1981 - 1983 гг., а в феврале 1984 г. - на 1984 - 1985 гг. С 1982 г. ежегодно обновляется протокол об обмене в области спорта
В 1981 г объем албано-турецкой торговли составил примерно 20 млн. долларов. В ноябре 1982 г в Тиране было подписано новое торговое соглашение между НСРА и Турцией на 1983 - 1985 гг., предусматривающее дальнейший рост взаимного товарооборота 8 феврале 1984 г, стороны подписали соглашение о воздушном сообщении между двумя странами.
Наряду с торговыми и культурными отношениями развиваются и другие контакты. В 1983 г. стороны обменялись визитами на уровне заместителей министров иностранных дел. В ходе своего повторного визита в Анкару в феврале 1984 г делегация МИД НСРА передала премьер-министру Турции Т. Озалу послание А. Чарчани, в котором выражалось удовлетворение состоянием двусторонних отношений и готовность албанской стороны к их дальнейшему развитию.

## Прекращение существования

### Колебания после Ходжи
Энвер Ходжа умер 11 апреля 1985 года. На посту первого секретаря ЦК АПТ его сменил Рамиз Алия. Первоначально он позиционировался как продолжатель курса Ходжи. Однако он не мог не учитывать широкого недовольства в стране. Рабочие и колхозники возмущались своим бедственным положением, интеллигенция — отсутствием свободы самовыражения и закрытостью страны, общество в целом — произволом партаппарата и Сигурими.
Никаких существенных реформ Алия не проводил, партийная диктатура и полицейский контроль сохранялись в полной мере. Последняя казнь в Албании совершилась 10 августа 1988 — в Кукесе был повешен поэт-диссидент Хавзи Нела. Однако политические репрессии заметно снизились в масштабах, стали допускаться дискуссии по вопросам культуры; религия и мелкий частный бизнес (цеховики) не были официально разрешены, но перестали жёстко преследоваться.
Даже такие незначительные подвижки вызывали недовольство ортодоксальных ходжаистов в руководстве и аппарате АПТ. Лидером этой группы стали вдова покойного диктатора, директор Высшей партийной школы и Института исследований марксизма-ленинизма АПТ Неджмие Ходжа, секретарь ЦК по оргструктуре Ленка Чуко, секретарь парторганизации Дурреса Мухо Аслани, министр внутренних дел и глава Сигурими Симон Стефани. Их общую позицию высказала Чуко на совещании функционеров АПТ летом 1989 года. Она резко осудила советскую перестройку, венгерские реформы, польский Круглый стол.
Сильнейшее беспокойство албанских властей вызвали восточноевропейские Революции 1989 года. Судьбу Николае Чаушеску Рамиз Алия, как последний коммунистический диктатор Европы, неизбежно примерял на себя. В конце декабря 1989 в Тиране и Влёре появились листовки с призывом к албанцам последовать румынскому примеру.

### Падение режима

#### Волнения 1990 года
Массовые протесты в Албании начались с января 1990 года. В Шкодере демонстранты опрокинули памятник Сталину, вступили в столкновения с полицией и Сигурими. Студенты Тиранского университета потребовали убрать имя Ходжи из названия вуза. В Берате забастовали рабочие-текстильщики.
2 июля 1990 около 5 тысяч человек прорвались в здания иностранных посольств, прежде всего итальянского. Правительство дало согласие на их эмиграцию (при Ходже попытка выезда из страны считалась особо опасным государственным преступлением). Демонстранты в Кавае требовали роспуска колхозов. Ленка Чуко и Мухо Аслани, попытавшиеся вступить в переговоры, были изгнаны из города. Полиция применила оружие, один человек погиб. Похороны собрали 30 тысяч человек, которые разгромили городской комитет АПТ.
Рамиз Алия пошёл на паллиативные уступки. Весной были объявлены новые законы, расширявшие права предприятий в духе хозрасчёта. В начале ноября пленум ЦК АПТ объявил курс на «разделение полномочий партии и правительства», разрешил въезд и выезд из страны и провозгласил свободу вероисповедания, в том числе отправление религиозных культов. Хотя Алия ещё возражал против многопартийной системы, было сказано о подготовке нового избирательного закона.
В декабре 1990 года разрозненные антикоммунистические выступления переросли в общенациональное восстание. 8 декабря 1990 выступила учащаяся молодёжь во главе со студентом Тиранского университета Арьяном Манахасой. Для координации была создана организация Декабрь 90. Движение активно поддержали рабочие, на заводах началось уничтожение сталинистской и ходжаистской символики. Студенты выступали под общедемократическими лозунгами, рабочие протестовали против тяжёлых условий труда, ответственность за которые возлагали на правящих коммунистов. 26 декабря 1990 рабочие активисты во главе с геологом Гезимом Шимой учредили свободное профобъединение Союз независимых профсоюзов Албании (BSPSH).
Руководство АПТ пребывало в смятении и не решилось на силовое подавление. Партийная пропаганда делала упор на то, что только «опытные руководители», типа Рамиза Алии, способны привести страну к демократии. Алия стал сознательно позиционироваться как «албанский Горбачёв». Власти дали обязательство провести в ближайшие месяцы многопартийные выборы. Неджмие Ходжа, Ленка Чуко, Мухо Аслани, Симон Стефани, Прокоп Мурра, Рита Марко, Мануш Мюфтиу несколько позднее Хекуран Исаи, Пали Миска были выведены из партийного руководства. 12 декабря 1990 учредилась Демократическая партия Албании (ДПА) во главе врачом-кардиологом Сали Беришей. Вскоре возникли ещё несколько партий, в том числе Республиканская (лидер — писатель диссидент Сабри Годо), Христианско-демократическая (лидер — актёр Зеф Бушати), Социал-демократическая (лидер — математик и экс-министр Скендер Гинуши). Однако крупнейшей оппозиционной организацией выступала ДПА.
Новая партия быстро приобрела широкую популярность программой демократизации и резкими антикоммунистическими лозунгами. Однако её лидеры — кардиолог Сали Бериша и экономист Грамоз Пашко — были тесно связаны с элитой коммунистического правительства. Бериша являлся штатным врачом политбюро ЦК АПТ, обслуживал и самого Ходжу. Родители Пашко входили в коммунистическое правительство. Некоторые комментаторы предполагали, что партия была создана если не по инициативе, то с санкции властей. Руководство АПТ стремилось поставить во главе оппозиционного движения представителей «своего круга», дабы предотвратить стихийное выдвижение радикальных антикоммунистов типа студента Арьяна Манахасы или Гезима Шимы.

#### Восстание 1991 года
Поворотные события произошли в феврале 1991 года. Группа студентов и преподавателей Тиранского университета объявила голодовку с требованием изъять имя Энвера Ходжи из названия университета, департизировать армию и полицию. С требованием солидаризировалось созданное демократической интеллигенцией общество «Фан Ноли». Коммунистические активисты, особенно в Гирокастре (земляки Ходжи) грозили применить насилие против «экстремистов». Рамиз Алия занял выжидательную позицию.
6 февраля студентов публично поддержал BSPSH. 15 февраля Гезим Шима предъявил ультиматум Рамизу Алии: либо студенческие требования будут выполнены до полудня 19 февраля, либо начнётся всеобщая забастовка. Рабочая поддержка дала мощный импульс студентам и оппозиционной интеллигенции. Студенты приветствовали профактивистов как своих спасителей.
20 февраля 1991 демонстранты собрались на площади Скандербега в Тиране. Полиция и партийные ходжаисты попытались им препятствовать, возникли столкновения, в которых был ранен один из лидеров BSPSH Фатмир Меркочи. Однако эти попытки были подавлены массой протестующих. Рабочие физическим вмешательством переломили ситуацию. Демонстранты сбросили памятник Энверу Ходже. Эта акция считается этапной в албанской истории.
После 20 февраля события приобрели необратимый характер. 22 февраля был снят с поста премьер-министра Адиль Чарчани (назначенный ещё при Ходже) и заменён реформаторски настроенным Фатосом Нано. Был легализован BSPSH.
31 марта 1991 состоялись многопартийные выборы в Народное собрание. Было объявлено о победе АПТ, получившей 56,2 % голосов. Оппозиционная ДП, собравшая, по официальным данным, 38,7 %, обвинила власти в силовом давлении на избирателей. 2 апреля 1991 в Шкодере произошли столкновения оппозиционных демонстрантов с полицией. Была открыта стрельба, погибли четыре активиста ДП. Стрельба велась из здания комитета АПТ, которое демонстранты подвергли разгрому.
29 апреля 1991 новый состав парламента внёс изменения в Конституцию. Провозглашались гражданские и политические свободы. При этом учреждался пост президента, избираемого депутатами. 30 апреля президентом был избран Рамиз Алия. Страна была переименована в Республику Албания. Формально государство НСРА уже тогда прекратило существование.
12 июня 1991 внеочередной съезд АПТ изменил название на Социалистическую партию, принял программу демократического социализма и отказался от идеологии марксизма-ленинизма (ортодоксальные ходжаисты учредили Коммунистическую партию во главе с Хюсни Милоши, но не имели сколько-нибудь серьёзного влияния). 19 июня Албания официально вступила в ОБСЕ, 16 сентября присоединилась к Хельсинкскому Заключительному акту. Таким образом на Албанию распространились международные стандарты прав человека. Формально упразднялась Сигурими, преобразованная в деидеологизированную спецслужбу, не подчинённую какой-либо партии.
Формально государство НСРА прекратило существование уже 29 апреля 1991 года. Однако у власти ещё находились президент Рамиз Алия и правительство бывших коммунистов. Поэтому оппозиция рассматривала происходящее как обманные манёвры ходжаистов с целью удержания власти.

#### Всеобщая забастовка и смена власти
Решающую роль в окончательном свержении ходжаизма сыграли албанские независимые профсоюзы. Ещё 9 апреля BSPSH выдвинул ультимативные требования к правительству Фатоса Нано: 50%-е повышение зарплат, профсоюзный контроль за условиями труда, предание суду виновных в шкодерском расстреле 2 апреля. Сроком исполнения было названо 15 мая. Компромиссные предложения правительства профсоюз отклонил.
16 мая 1991 г. BSPSH и Демократическая партия призвали к всеобщей забастовке. На призыв откликнулись до 220 тысяч рабочих. Через неделю количество забастовщиков увеличилось до 300 тысяч. Особое значение имела забастовка транспортников, поскольку личные автомобили (запрещённые во времена Ходжи) ещё были в Албании редкостью. Продолжали работать только медицинские учреждения, электро- и водоснабжение и пищевая промышленность.
Забастовка практически парализовала страну. Теперь выдвигались требования отставки правительства и перевыборов Народного собрания. Просьбы премьера Нано и президента Алии возобновить работу были проигнорированы. Полиция отказывалась применять силу против бастующих.
29 мая 1991 г. парламент собрался на экстренное заседание. В этот день BSPSH организовал в Тиране многотысячный митинг. На этот раз произошло столкновение с полицией, были применены дубинки, камни, слезоточивый газ, сожжено три полицейских машины.
1 июня Народное собрание уступило требованиям забастовщиков. Было принято решение о формировании нового правительства и проведении досрочных парламентских выборов. 5 июня новый кабинет возглавил Юли Буфи, ранее министр продовольственного снабжения, считавшийся антикризисным менеджером. Заместителем премьера и министром экономики стал представитель Демократической партии Грамоз Пашко. Новые выборы назначались на март следующего года. 10 декабря Буфи сменил во главе правительства Вильсон Ахмети, считавшийся «техническим премьером» на период до проведения досрочных выборов.
22 марта 1992 года победу на выборах одержала Демократическая партия — 57,3 % голосов против 23,7 % у социалистов. Новое правительство сформировал представитель Демократической партии Александер Мекси. 3 апреля ушёл в отставку Рамиз Алия. 9 апреля 1992 года новым президентом Албании был избран лидер Демократической партии Сали Бериша.
События марта—апреля 1992 года считаются ликвидацией НРА/НСРА и вступлением Албании в новый этап своей истории.

### Комментарии
1. ↑  20 октября 1944 года было сформировано Демократическое правительство Албании под руководством Энвера Ходжи, а непосредственно Народная Республика Албания была провозглашена 10 января 1946 года[2][3][4].